# Madderu, Holalkere
Madderu là một làng thuộc tehsil Holalkere, huyện Chitradurga, bang Karnataka, Ấn Độ.